# クフモ
クフモ(フィンランド語: Kuhmo)はフィンランド、カイヌー県の自治体。ケヒュス＝カイヌー郡に属する。人口は7,927人で面積は5,456.78km2。このうち649.97km2は水域になっている。人口密度は低く1km2あたり1.65人。ロシア国境に面しておりその長さは120km。
フィンランド語のみを公用語に指定している。

## 歴史
17世紀の始め、クフモの人々はカヤーニやオウルヤルヴィの教区に属していた。クフモは1865年に自治体となり1937年まではクフモニエミとして知られていた。この名前を略して現在のクフモに収まった。クフモは1986年に市に格上げされた。
19世紀の間、乾留液やその他の燃料が経済の中心になっていた。1900年に乾留液の生産量はフィンランド最高になり、160万リットルが清算された。
冬戦争ではクフモで重要な戦闘が起こった。クフモの戦いの間48回の地上戦と砲撃がクフモ中心から10kmの位置でおこなわれた。クフモの戦いの後もこの地域の国境線は変わらず、1595年のTäyssinä平和条約より400年国境線を保ち続けている

## 文化
クフモは「クフモ室内楽音楽祭」で良く知られている。このお祭りは1970年セッポ・キマネン・新井淑子夫妻とその友人のグループから始まった。2006年に出版された本には「森の音楽を聴きましょう」とフランス語と英語で書かれている。

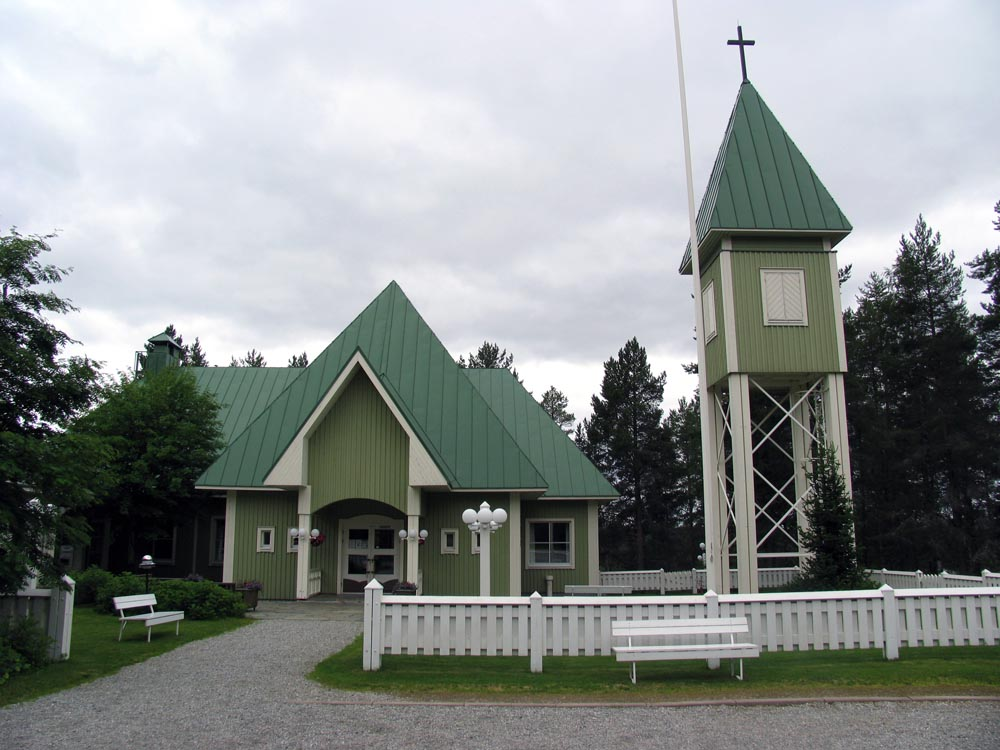
レンティッラ教会